# Сушево (община Василево)
Вижте пояснителната страница за други значения на Сушево.
Сушево (на македонска литературна норма: Сушево) е село в община Василево на Северна Македония.

## География
Селото е разположено северно от Струмица, в планината Готен.

## История
През XIX век селото е смесено българо-турско село. Според статистиката на Васил Кънчов („Македония. Етнография и статистика“) от 1900 г. селото е населявано от 60 жители българи християни и 190 турци.
В началото на XX век цялото християнското население на селото е под върховенството на Българската екзархия. По данни на секретаря на екзархията Димитър Мишев („La Macédoine et sa Population Chrétienne“) през 1905 година в селото има 56 българи екзархисти.
Според Димитър Гаджанов в 1916 година в Сушево живеят 196 турци, а останалите жители на селото са българи.
В 1936 година в селото е построена църквата „Свети Димитър“.
Според преброяването от 2002 година селото има 723 жители.
| Националност | Всичко |
| македонци    | 707    |
| албанци      | 0      |
| турци        | 15     |
| роми         | 0      |
| власи        | 0      |
| сърби        | 0      |
| бошняци      | 0      |
| други        | 1      |

## Личности
Починали в Сушево
- Александър Марковски (1923-1944), български военен и югославски партизанин